# 居川靖彦
居川 靖彦（いかわ やすひこ、1940年4月12日 - ）は、日本のテレビディレクターである。三重県出身。

## 概要
日本大学藝術学部演劇学科を中退し、1964年に東映テレビ映画に入社。その後、日本電波や京都映画を転々し1968年に東映京都撮影所に入る。時代劇の助監督を7年間勤め、1975年の「水戸黄門 第6部」で監督デビュー。
以降「水戸黄門」「大岡越前」「江戸を斬る」の中核ディレクターとして活躍し、一貫してテレビ時代劇を手がける。

## 主な作品

### 日本テレビ
- 松平右近事件帳（ユニオン映画、六本木オフィス）（1982年 - 1983年）

### TBS
- 水戸黄門（C.A.L）（1975年 - 1987年）
  - 第4部
    - 第13話 「曲わっぱの恋 -大館- 」 - 助監督
    - 第19話 「七人の暗殺者 -三戸- 」 - 助監督
    - 第20話 「湖水の女 -十和田- 」 - 助監督
    - 第21話 「南部鉄瓶由来 -盛岡- 」 - 助監督
    - 第23話 「泥棒にされた黄門さま -一ノ関- 」 - 助監督
    - 第25話 「狙われた弥七 -仙台- 」 - 助監督
    - 第28話 「庄助さんの娘 -会津若松- 」 - 助監督
    - 第29話 「しのびの殿さま -郡山- 」 - 助監督
    - 第30話 「御用金強奪事件 -白河- 」 - 助監督
    - 第32話 「からくり異聞 -宇都宮- 」 - 助監督
    - 第33話 「長槍始末記 -古河- 」 - 助監督
    - 第35話 「旅こそ人生 -水戸- 」 - 助監督

  - 第5部
    - 第17話 「酔いどれ用心棒 -松山- 」 - 助監督

  - 第6部
    - 第3話 「よみがえった男 -人吉- 」 - 助監督　
    - 第5話 「おてもやんの初恋 -熊本- 」
    - 第7話 「姫だるまに似た女 -大分- 」 - 助監督　
    - 第9話 「偽黄門さまの助太刀 -福岡- 」 - 助監督　
    - 第12話 「宍戸湖慕情 -松江- 」
    - 第15話 「丁半花むしろ -倉敷- 」
    - 第21話 「ど根性河内節 -八尾- 」 - 助監督　
    - 第30話 「希望の灯 -成田- 」
    - 第31話 「人情潮来節 -潮来- 」 - 助監督　

  - 第7部
    - 第1話 「水戸から消えた黄門さま -水戸・白河- 」 - 助監督
    - 第9話 「群狼の罠 -松前- 」 - 助監督
    - 第10話 「吼えろ!! 北海の火縄銃 -函館- 」 - 助監督
    - 第12話 「忘れてしまった仇討ち -大館- 」
    - 第15話 「大見得きった偽黄門 -酒田- 」
    - 第16話 「突っ走れ!!韋駄天野郎 -鶴岡- 」
    - 第26話 「馬にひかれて善光寺 -長野- 」
    - 第30話 「おふくろさまは山びこ -上田- 」

  - 第8部
    - 第8話 「骨身にこたえた母の愛 -吉田- 」
    - 第10話 「命賭ける時 -名古屋- 」
    - 第14話 「飛竜の火祭り -新宮- 」
    - 第17話 「鹿が知ってた悪い奴 -奈良- 」
    - 第19話 「人情灘の生一本 -兵庫- 」
    - 第20話 「虚無僧の密書 -洲本- 」
    - 第23話 「黄門さまは時の氏神 -大洲- 」
    - 第26話 「うぐいす春風剣 -中津- 」
    - 第27話 「熱湯に浸った悪い奴 -別府- 」

  - 第9部
    - 第3話 「狐が唄った相馬盆唄 -相馬- 」
    - 第7話 「裁かれたジャジャ馬姫 -盛岡- 」
    - 第9話 「黄門さまの父子裁き -弘前- 」
    - 第11話 「過去をもつ男 -酒田- 」
    - 第12話 「二人いた弥七 -新潟- 」
    - 第16話 「百万石の味自慢 -金沢- 」
    - 第19話 「仇討ち笹りんどう -中津川- 」
    - 第21話 「偽者にされた黄門様 -奈良井- 」
    - 第22話 「初春 女狐騒動 -諏訪- 」
    - 第25話 「黄門さまの天狗退治 -館林- 」
    - 第27話 「三国一の嫁騒動 -水戸- 」

  - 第10部
    - 第5話 「鬼庄屋は黄門様に瓜二つ -沼津- 」
    - 第6話 「天下の怪盗光右衛門 -駿府- 」
    - 第7話 「ニセ黄門様の大手柄 -袋井- 」
    - 第10話 「婿入り八丁味噌 -岡崎- 」
    - 第12話 「身ぐるみ剥がれた御老公 -津- 」
    - 第17話 「御老公を暗殺せよ! -彦根- 」
    - 第18話 「八兵衛うっかり若旦那 -大垣- 」
    - 第25話 「白いお髯の千里眼 -八王子- 」

  - 第11部
    - 第11話 「父子つないだ頑固そば -盛岡- 」
    - 第13話 「陰謀あばいた俵牛 -陸前高田- 」
    - 第15話 「天狗の鼻にお灸 -会津- 」
    - 第16話 「大当り黄門様の大芝居 -新発田- 」
    - 第20話 「出世を願った嫁いびり -行田- 」
    - 第22話 「黄門様の子守唄 -伊勢原- 」
    - 第23話 「鎌倉彫にかけた意地 -鎌倉- 」
    - 第24話 「弥七に似てた三度笠 -館山- 」

  - 第12部
    - 第1話 「讃岐への旅立ち -水戸･江戸- 」
    - 第4話 「兄と呼ばれた格之進 -諏訪- 」
    - 第5話 「名月木曽節仁義 -木曽福島- 」
    - 第9話 「闇に閃く白頭巾 -膳所- 」
    - 第10話 「殴られた黄門様 -伏見- 」
    - 第13話 「ご老公を爆殺せよ! -高松- 」
    - 第16話 「瀬戸の夕映え花嫁 -広島- 」
    - 第17話 「備前緋襷兄弟茶碗 -岡山- 」
    - 第18話 「天下一品喧嘩そうめん -竜野- 」
    - 第20話 「悲願叶えた糸車 -峰山- 」
    - 第24話 「白いお髯の大親分 -追分- 」
    - 第26話 「謀叛からくり釣り天井 -宇都宮- 」
    - 第27話 「瞼の母娘にめぐる春 -江戸･水戸- 」

  - 第13部
    - 第1話 「天下を狙う忍びの罠 -水戸･江戸- 」
    - 第3話 「鬼が棲んでる天下の嶮 -箱根- 」
    - 第6話 「おん宿割鍋にとじ蓋 -島田- 」
    - 第7話 「うなぎ屋義侠の恩返し -浜松- 」
    - 第9話 「危機一髪!火薬小屋の対決 -岡崎- 」
    - 第10話 「尾張名古屋の妖怪退治 -尾張- 」
    - 第12話 「伊勢参り･娘初春七変化 -伊勢- 」
    - 第14話 「暖簾を救った身代り女房 -堺- 」
    - 第15話 「三葉葵を盗んだ男 -津山- 」
    - 第16話 「死を賭けた裏切り -鳥取- 」
    - 第20話 「女桃太郎の鬼退治 -博多- 」
    - 第22話 「復讐化け猫騒動 -佐賀- 」
    - 第26話 「六十余州は日本晴れ -鹿児島･水戸- 」

  - 第14部
    - 第4話 「わがまま姑の嫁いびり -白石- 」
    - 第5話 「三年味噌に賭けた意地 -仙台- 」
    - 第6話 「恩讐越えたこけし人形 -鳴子- 」
    - 第8話 「陰謀砕いた薪能 -盛岡- 」
    - 第9話 「悪を蹴散らす南部駒 -八戸- 」
    - 第14話 「鬼と呼ばれた黄門様 -本庄- 」
    - 第15話 「仇討ち悲願化物まつり -鶴岡- 」
    - 第16話 「女傑に惚れた御老公 -新庄- 」
    - 第24話 「偽黄門にされた黄門様 -高岡- 」
    - 第27話 「殿様を泣かせた娘 -勝山- 」
    - 第30話 「凄絶！忍者砦の決闘 -名張- 」
    - 第31話 「天下の怪盗葵の光右衛門 -大坂- 」
    - 第33話 「じゃじゃ馬娘の婿選び -姫路- 」

  - 第15部
    - 第4話 「悪計暴いた身代わり花嫁 -大洲- 」
    - 第6話 「御存知黄門一座の大芝居 -別府- 」
    - 第7話 「無法を砕く大草原の血闘 -阿蘇- 」
    - 第9話 「異国の姫は瓜二つ -長崎- 」
    - 第15話 「願い叶えた鯉のぼり -大竹- 」
    - 第19話 「父娘救った主君の鎧 -備中松山- 」
    - 第28話 「助さんは替え玉亭主 -岐阜- 」
    - 第29話 「宿場救った孤独の十手 -中津川- 」
    - 第30話 「男度胸の木曽節仁義 -木曽福島- 」
    - 第31話 「瞼の父は用心棒 -諏訪- 」
    - 第32話 「中馬を狙った野盗の罠 -松本- 」
    - 第35話 「命を賭けた裏切り武士道 -高崎- 」
    - 第36話 「代官にされたドジな掏摸 -岡部- 」
    - 第37話 「悪乗り八兵衛若旦那 -熊谷- 」
    - 第38話 「父と呼ばれた格之進 -大宮- 」
    - 第39話 「野望砕いた江戸城の対決 -江戸- 」

  - 第16部
    - 第3話 「関所に巣喰う鬼退治 -箱根- 」
    - 第5話 「花嫁は免許皆伝 -藤枝- 」
    - 第8話 「仇討ち焼蛤幽霊旅籠 -桑名- 」
    - 第11話 「浪速男のド根性 -大坂- 」
    - 第15話 「娘が消えた縮緬の里 -宮津- 」
    - 第16話 「おとぼけ駕篭屋幽霊騒動 -鳥取- 」
    - 第23話 「涙で誓った盗っ人仁義 -長岡- 」
    - 第29話 「鬼面に隠れた忠義の心 -盛岡- 」
    - 第33話 「夢を紡いだ紙の布 -白石- 」
    - 第36話 「めざす敵は瓜二つ -白河- 」
    - 第37話 「初春献上二人彫 -日光- 」
    - 第39話 「旅遥か恋の船唄 -水戸- 」

- 江戸を斬る（C.A.L）（1973年 - 1987年）
  - 江戸を斬る 梓右近隠密帳
    - 第1話 - 助監督
    - 第2話 「将軍の密使」 - 助監督
    - 第5話 「和蘭陀囃子の謎」 - 助監督
    - 第9話 「決闘鍵屋の辻」 - 助監督
    - 第17話 「飛竜祈願」 - 助監督
    - 第18話 「大奥に挑む」 - 助監督
    - 第21話 「凧々あがれ」 - 助監督
    - 第22話 「闇のなかの狼」 - 助監督

  - 江戸を斬るII
    - 第1話　－　助監督
    - 第2話 「勇気ある決断」　－　助監督
    - 第4話 「人質を奪回せよ！」　－　助監督
    - 第7話 「じゃじゃ馬姫の恋」　－　助監督
    - 第9話 「初春・喧嘩纏」　－　助監督
    - 第23話 「人情恋裁き」　－　助監督

  - 江戸を斬るIII
    - 第17話 「罠に掛つた死神」

  - 江戸を斬るIV
    - 第2話 「誘拐されたおゆき」
    - 第9話 「白洲で泣いた鬼婆」
    - 第24話 「夫婦になつた金公お京」
    - 第25話 「十手で風切る悪い奴」

  - 江戸を斬るV
    - 第9話 「父の無念を子が晴らす」
    - 第11話 「仮面の悪魔は夢じやない」
    - 第17話 「涙が光つた遠山裁き」
    - 第18話 「恐怖！嵐の夜の侵入者」

  - 江戸を斬るVI
    - 第8話 「義賊うの字小僧」
    - 第9話 「闇に消えた江戸小町」
    - 第11話 「願いをかけた釣り忍」
    - 第14話 「親子を結ぶ情捕縄」
    - 第16話 「白洲に哭いた父ふたり」
    - 第18話 「辻斬り赤法師」

  - 江戸を斬るVII
    - 第3話 「島抜けの謎を追え」
    - 第8話 「邪剣断った白頭巾」
    - 第9話 「幼い脅迫者」
    - 第10話 「瞼の父は大泥棒」
    - 第17話 「闇を走る暗殺集団」
    - 第18話 「恩返し涙の白洲」
    - 第21話 「殺しの陰で嗤う奴」
    - 第22話 「襲われた御用金」

- 雪姫隠密道中記（1980年）
  - 第13話 「忍びの里の復讐 -伊賀- 」
  - 第14話 「父恋し母子唄 -伊勢- 」
  - 第17話 「命を賭けた韋駄天走り -豊川- 」
  - 第18話 「怒りの十手 -浜松- 」
  - 第22話 「鬼が巣喰う天下の険 -箱根- 」
  - 第23話 「からくり喧嘩駕籠 -小田原- 」
  - 第24話 「悪代官は恋敵 -藤沢- 」

- 大岡越前（C.A.L）（1972年 - 1986年）
  - 第3部
    - 第20話 「ゆすり」 - 助監督　
    - 第23話 「狙われた男」 - 助監督

  - 第4部
    - 第1話 - 助監督　
    - 第3話 「男やもめに花が咲く」 - 助監督　
    - 第6話 「黒い影」 - 助監督　　
    - 第9話 「母子しぐれ」 - 助監督　
    - 第13話 「除夜の鐘」 - 助監督
    - 第14話 「巷談縛られ地蔵」- 助監督

  - 第6部
    - 第24話 「死体が歩いた長屋露地」
    - 第28話 「女掏摸が越前の娘」

  - 第7部
    - 第3話 「相合傘の女」
    - 第5話 「夢で拾つた五十両」
    - 第9話 「天下一品意地くらべ」
    - 第13話 「目撃者はお高祖頭巾の女」
    - 第14話 「情けが仇の人助け」

  - 第8部
    - 第3話 「殺しの依頼は能面の女」
    - 第6話 「嘘つき婆さんの恩返し」
    - 第7話 「意地比べ江戸っ子気質」
    - 第15話 「厩火事殺人事件」
    - 第16話 「抜け荷暴いた娘掏摸」
    - 第21話 「凶賊お役者小僧」
    - 第23話 「殺しを見ていた千両富」

  - 第9部
    - 第9話 「死体が消えた藪地獄」
    - 第13話 「阿片暴いた鉄拳仁術」
    - 第14話 「奉行に似ていた復讐鬼」
    - 第17話 「謎の女賊は恩人の娘」
    - 第18話 「過去を消した女」
    - 第21話 「盗賊を強請った男」
    - 第22話 「雪絵 誘拐危機一髪」
    - 第23話 「兵助に隠し子がいた！」

### フジテレビ
- 清水次郎長! (1971年 - 1972年)

### テレビ朝日
- 次郎長三国志 (1974年)
- 長七郎天下ご免! (1979年 - 1982年)

### テレビ東京
- 大江戸捜査網
- 隠密・奥の細道 (1988年 - 1989年)
  - 第4話 「血闘、須賀川の宿」
  - 第5話 「湯煙りに泣く夫婦花」
  - 第12話 「大砲轟く奥州路」
  - 第13話 「最上川に泣く迷い姫」
  - 第24話 「芭蕉は隠密支配か?」
- 徳川無頼帳 （1992年・メイン監督兼プロデュース）
- 森蘭丸〜戦国を駆け抜けた若獅子〜 (1993年)

### ABC
- 海の次郎丸 (1968年)